# Tine De Quick
Tine De Quick (10 oktober 2001) is een Belgisch volleybalster.

## Levensloop
De Quick begon met volleyballen bij Mevoc Meerbeke. In 2018 ging ze aan de slag bij VDK Gent. Met deze club won ze in 2021-'22 de landstitel en in 2022-'23 de Supercup. In 2023 maakte ze de overstap naar Saturnus Volley Michelbeke.
Haar zus Lotte is eveneens actief in het volleybal.